# فيك مايلز
فيك مايلز هو لاعب هوكي الجليد كندي، ولد في 12 نوفمبر 1914 في Fairlight, Saskatchewan ‏ في كندا، وتوفي في 21 أغسطس 1983.

## وصلات خارجية
- فيك مايلز على موقع دوري الهوكي الوطني (الإنجليزية)
- فيك مايلز على موقع EliteProspects.com (الإنجليزية)
- فيك مايلز على موقع HockeyDB.com (الإنجليزية)
- فيك مايلز على موقع Hockey-Reference.com (الإنجليزية)